# Маслове (Джанкойський район)
Ма́слове (до 1948 року — Тен-Сув, крим. Teñ Suv) — село Джанкойського району Автономної Республіки Крим. Населення становить 2 525 осіб. Орган місцевого самоврядування — Маслівська сільська рада. Розташоване в центрі району.

## Географія
Маслове — село в центральній частині району, у степовому Криму, в одній з балок, що впадають в Сиваш, висота над рівнем моря — 14 м. Сусідні села: Орак-Аджи за 2 км на південний схід, Овочеве за 2,5 км на південь, Конурча за 4 км на північ і Вітвисте за 3 км на схід, там же найближча залізнична станція — Мамут. Відстань до райцентру — близько 9 кілометрів на південний схід.

## Історія
Перша документальна згадка села зустрічається в Камеральному Описі Криму … 1784 року, судячи з якого, в останній період Кримського ханства Тексу входив в Діп Чонгарський кадилик Карасубазарського каймакамства.
Після анексії Криму Російською імперією (8) 19 квітня 1783 року , (8) 19 лютого 1784 року, на території колишнього Кримського Ханства була утворена Таврійська область і село було приписане до Перекопського повіті . Після Павловських реформ, з 1796 по 1802 рік, входило в Перекопський повіт Новоросійської губернії. За новим адміністративним поділом, після створення 8 (20) жовтня 1802 года Таврійської губернії , Тенсу був включений до складу Біюк-Тузакчинської волості Перекопського повіту.
За Відомостями про всі селища в Перекопському повіті… від 21 жовтня 1805 року, у селі Тенсу значилося 11 дворів і 59 кримських татар. На військово-топографічній карті 1817 село Денсу позначений з 9 дворами. Після реформи волосного поділу 1829 року Тенсу, згідно «Відомостей про казенні волості Таврійської губернії 1829 року» залишився в складі Тузакчинської волості . Потім, мабуть, внаслідок еміграції кримських татар в Туреччину село спорожніло і на карті 1842 року позначені вже руїни села Тенсу.
Мабуть, нове заселення села відбулося в останній чверті ХІХ століття, так як ні в «Списку населених місць Таврійської губернії за відомостями 1864 року», ні на карті 1865—1876 року воно не значиться. Згідно «Пам'ятної книги Таврійської губернії 1889 року» , за результатами Х ревізії 1887 року в селі Тенсу значилося 6 дворів і 27 жителів — можливо, це були вже кримські німці. Енциклопедичний словник «Німці Росії» дати заснування 2 хуторів Тенсу (Майера В. Г. і Майера Г. І.) не приводить, відомо, що їм належало 2000 десятин землі.
Після земської реформи 1890 року Тенсу віднесли до Богемської волості. В  «… Пам'ятній книзі Таврійської губернії за 1892 рік» у відомостях про Богемську волость ніяких даних про село, крім назви, не наведено. За  «… Пам'ятною книгою Таврійської губернії за 1900 рік» на хуторі Тенсу значився 51 житель в 2 дворах. В Статистичному довіднику Таврійської губернії 1915 року, у Богемській волості Перекопського повіту значаться хутір, з 96 жителями і економія (3 людини) Тенсу .
Після встановлення в Криму Радянської влади, за постановою Кримревкома від 8 січня 1921 року № 206 «Про зміну адміністративних кордонів» була скасована волосна система і в складі Джанкойського повіту був створений Джанкойський район. У 1922 році повіти перетворили в округи. На карті Кримського статистичного управління 1922 року селище підписано, як Тейбу. 11 жовтня 1923 року, згідно з постановою ВЦВК, в адміністративний поділ Кримської АРСР були внесені зміни, у результаті яких округу були ліквідовані, основною адміністративною одиницею став Джанкойський район і село включили до його складу. Згідно Списку населених пунктів Кримської АРСР за Всесоюзним переписом від 17 грудня 1926 року, у радгоспі Орак-Аджи-Тенсу (утвореному на місці економії), Таганашської сільради Джанкойського району, значилося 51 двір, населення становило 151 осіб, з них 124 російських, 10 українців, 7 німців, 3 вірмен, 1 білорус, 1 єврей, 5 записані в графі «інші». Пізніше, з приростом населення, утворилися окремі села: радгосп Тенсу і Арак-Аджи , але на кілометровій карті Генштабу 1941 року позначено одне село — Орак-Аджи.
Указом Президії Верховної Ради Російської РФСР від 18 травня 1948 року, безіменний населений пункт радгоспу Тенсу перейменували в Маслове. У 1974 році до Маслового приєднали Мініне (колишній Арагоджі або Кара-Годжа) .